# (137217) Racah
Pour les articles homonymes, voir Racah.
(137217) Racah est un astéroïde de la ceinture principale.

## Description
(137217) Racah est un astéroïde de la ceinture principale. Il fut découvert le 8 juillet 1999 dans le cadre du programme Wise par Avishay Gal-Yam et Ilan Manulis. Il présente une orbite caractérisée par un demi-grand axe de 2,28 UA, une excentricité de 0,13 et une inclinaison de 6,3° par rapport à l'écliptique.

## Compléments